# سلطانة خيا
سلطانة خيا أو سلطانة سيد إبراهيم خيا، هي ناشطة صحراوية تدافع عن حقوق الإنسان خاصة حق تقرير المصير للشعب الصحراوي، تشغل منصب رئيسة منظمة الرابطة للدفاع عن حقوق الإنسان وضد نهب الموارد الطبيعية.

## النشاط
في 10 مايو 2007 شاركت سلطانة خيا إلى جانب مئات الطلاب في المظاهرات بمدينة أغادير المغربية ضد القمع، أدى فض المظاهرات من قبل الشرطة إلى فقع عينها اليمنى.
بحسب منظمة العفو الدولية ومنظمة فرونت لاين ديفندرز تعرضت السلطانة خيا لإعتداءات جسدية وتهديدات بالقتل واعتداءات جنسية منذ 2005، وأنها تحت الإقامة الجبرية دون حكم قضائي منذ نوفمبر 2020. في أكتوبر 2021 منعت السلطات المغربية وفدا إسبانيًا من زيارة سلطانة خيا.

## ترشيحات الجوائز
في 2021 رشحت في البرلمان الأوروبي لجائزة ساخاروف لحرية الفكر. منحت الجائزة في النهاية للمعارض والناشط الروسي أليكسي نافالني.